# Johann Ludwig Krebs
Pour les articles homonymes, voir Krebs.
Johann Ludwig Krebs est un compositeur et organiste allemand, baptisé à Buttelstedt le 12 octobre 1713 et décédé à Altenbourg le 1er janvier 1780.

## Biographie
Johann Ludwig Krebs est l'un des trois fils de l'organiste et cantor de Weimar, Johann Tobias Krebs duquel il a reçu ses premiers enseignements musicaux. Après le décès de sa mère, père et fils déménagent à Buttstädt, où le père a trouvé un poste d'organiste.
En juillet 1726 Johann Ludwig devient élève de l'école de l'église Saint-Thomas de Leipzig où il devient alors un élève privé et copiste du cantor de l'église Saint-Thomas, qui n'est autre que Jean-Sébastien Bach.

## Œuvres
- Clavier Übung Bestehend in verschiedenen Vorspielen und veränderungen einiger Kirchen Gesänge (Nuremberg, J.U. Haffner, c. 1744)
- Clavier Übung bestehet in einer [...] Suite [...] Zweyter Theil (Nuremberg, J.U. Haffner, c. 1744)
- Clavier-Übung bestehend in sechs Sonatinen … IIIter Theil (Nuremberg, J.U. Haffner, c. 1744)

## Discographie
- Kauffmann : la joie des âmes par l'harmonie
  - Œuvres de Georg Friedrich Kauffmann (Harmonische Seelenlust), Johann Ludwig Krebs (Ach Gott, erhör mein Seufzen ; Trio in C - lento ; Warum betrübst du dich, mein Herz - cantabile), Gottfried August Homilius (Trio in G - allegretto ; Ich ruf zu dir, Herr Jesu Christ ; Ach Herr, mich armen Sünder ; Allein zu dir, Herr Jesu Christ)
    - Jesús Martín Moro, orgue Rémy Mahler de Saint-Étienne de Baïgorry ; Marc Écochard, hautbois (1999, Éditions Hortus 019).

- Johann Ludwig Krebs : Sonatas For Flute And Harpsichord, Andrew Bolotowsky, flûte, et Rebecca Pechefsky, clavecin, Quill Classic, 2004
- Bach and his Circle, Rebecca Pechefsky, clavecin, Quill Classic, 2006